# Jodithimmapura, Kadur
Jodithimmapura là một làng thuộc tehsil Kadur, huyện Chikmagalur, bang Karnataka, Ấn Độ.